# 61 a.C.

## Eventos
- Marco Púpio Pisão Frúgio Calpurniano e Marco Valério Messala Níger, cônsules romanos.
- Públio Clódio Pulcro, que era detestado pelos optimates, é processado, por não cumprir os rituais da Bona Dea, por adultério com a mulher de César, por ter se rebelado em Nísibis e por incesto com a própria irmã; ele é absolvido, e recebe uma guarda para sua proteção.
- Lutas entre os romanos e os alóbroges.
- O pretor Júlio César assume o governo da Hispânia Ulterior.
- Pompeu se divorcia de Múcia Tércia, sua terceira mulher.